# Brachyglanis frenata
Brachyglanis frenata és una espècie de peix de la família dels heptaptèrids i de l'ordre dels siluriformes.

## Morfologia
- Els mascles poden assolir 9,9 cm de longitud total.[5][6]

## Hàbitat
És un peix d'aigua dolça i de clima tropical.

## Distribució geogràfica
Es troba a Sud-amèrica: a les conques dels rius Essequibo,  Negro, Orinoco i Urubo.